# Trattkremla
Trattkremla (Russula delica) är en svampart som beskrevs av Fr. 1838. Trattkremla ingår i släktet kremlor och familjen kremlor och riskor.  Arten är reproducerande i Sverige. Inga underarter finns listade i Catalogue of Life.

## Källor

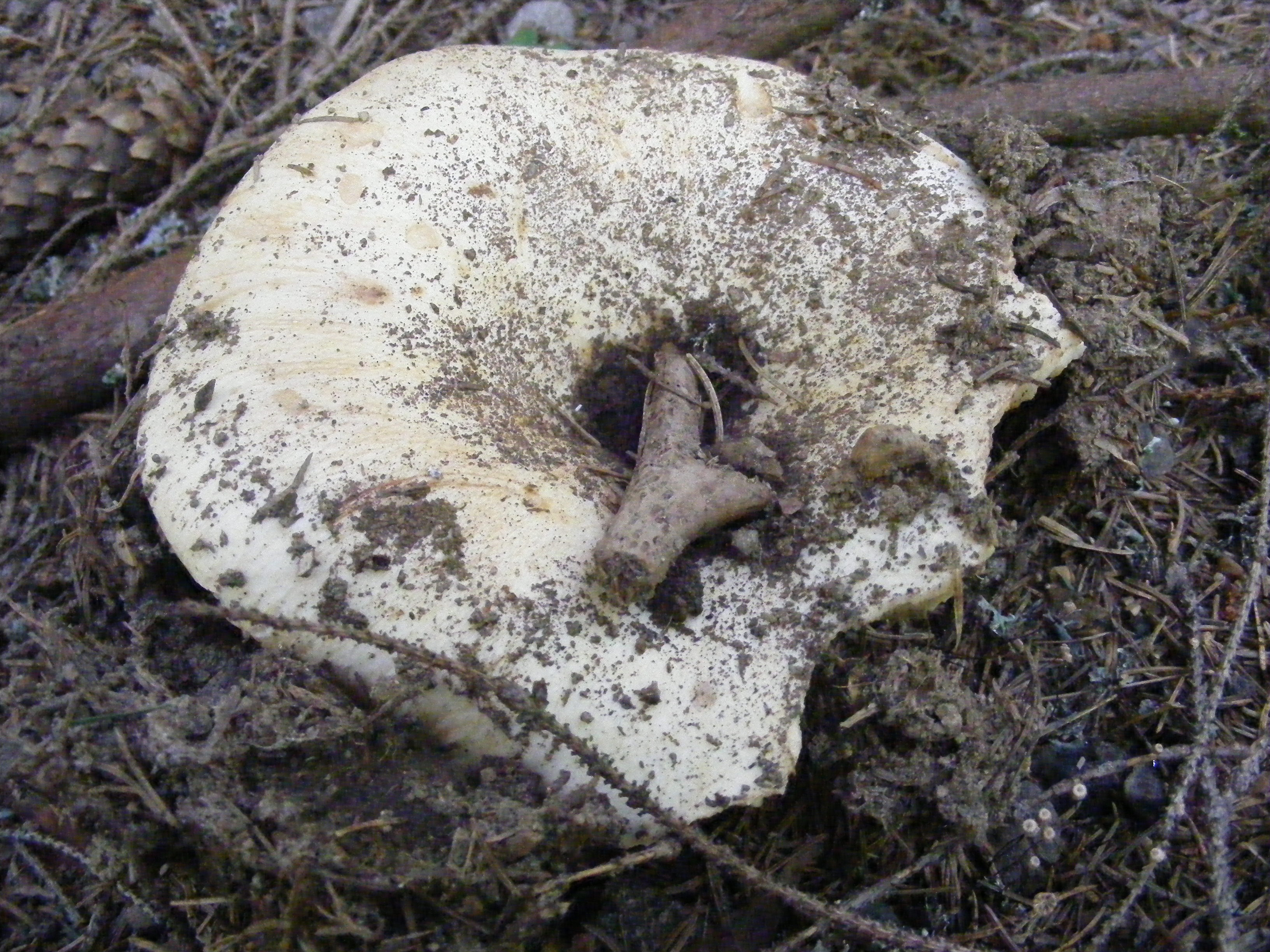
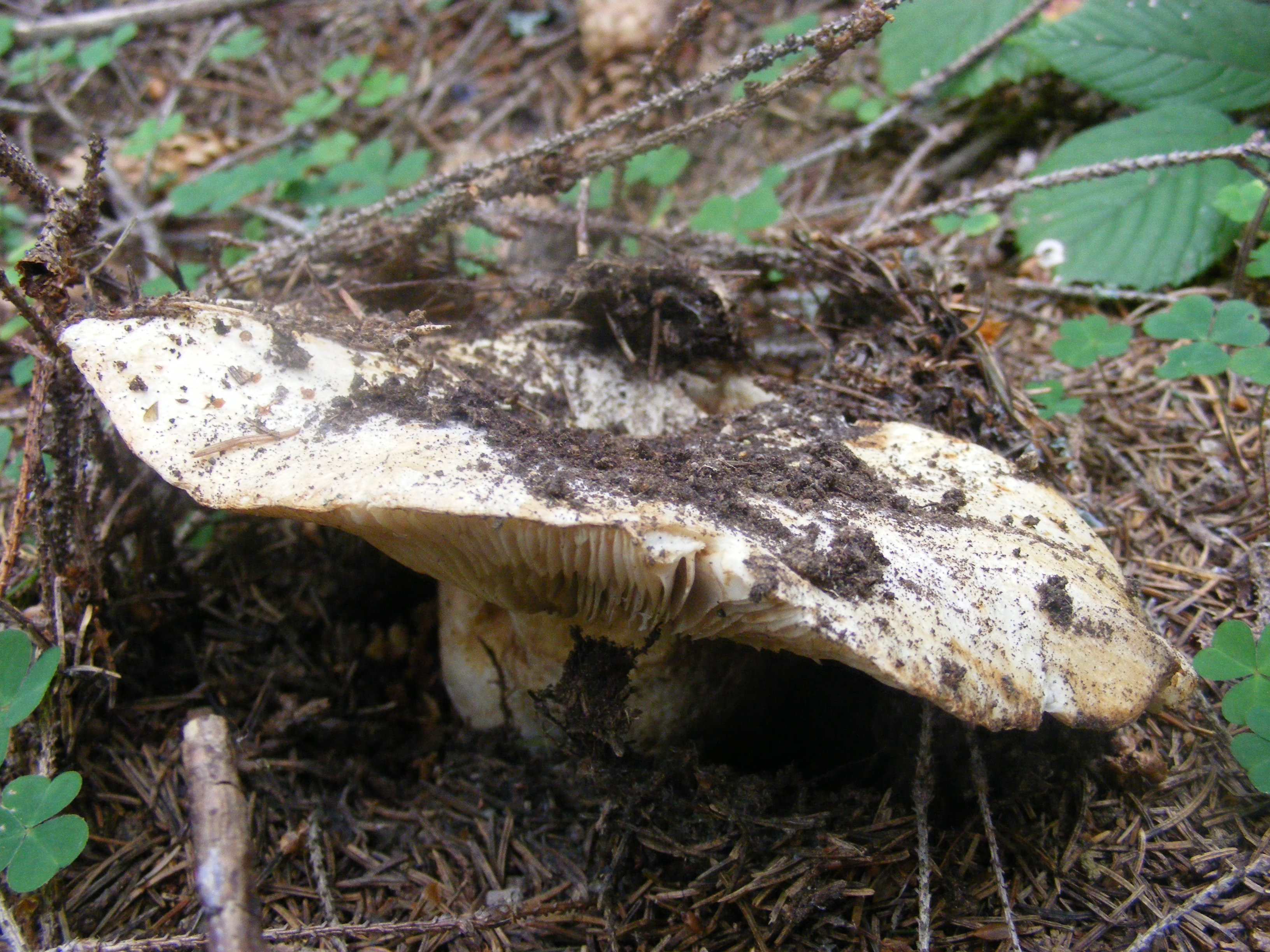
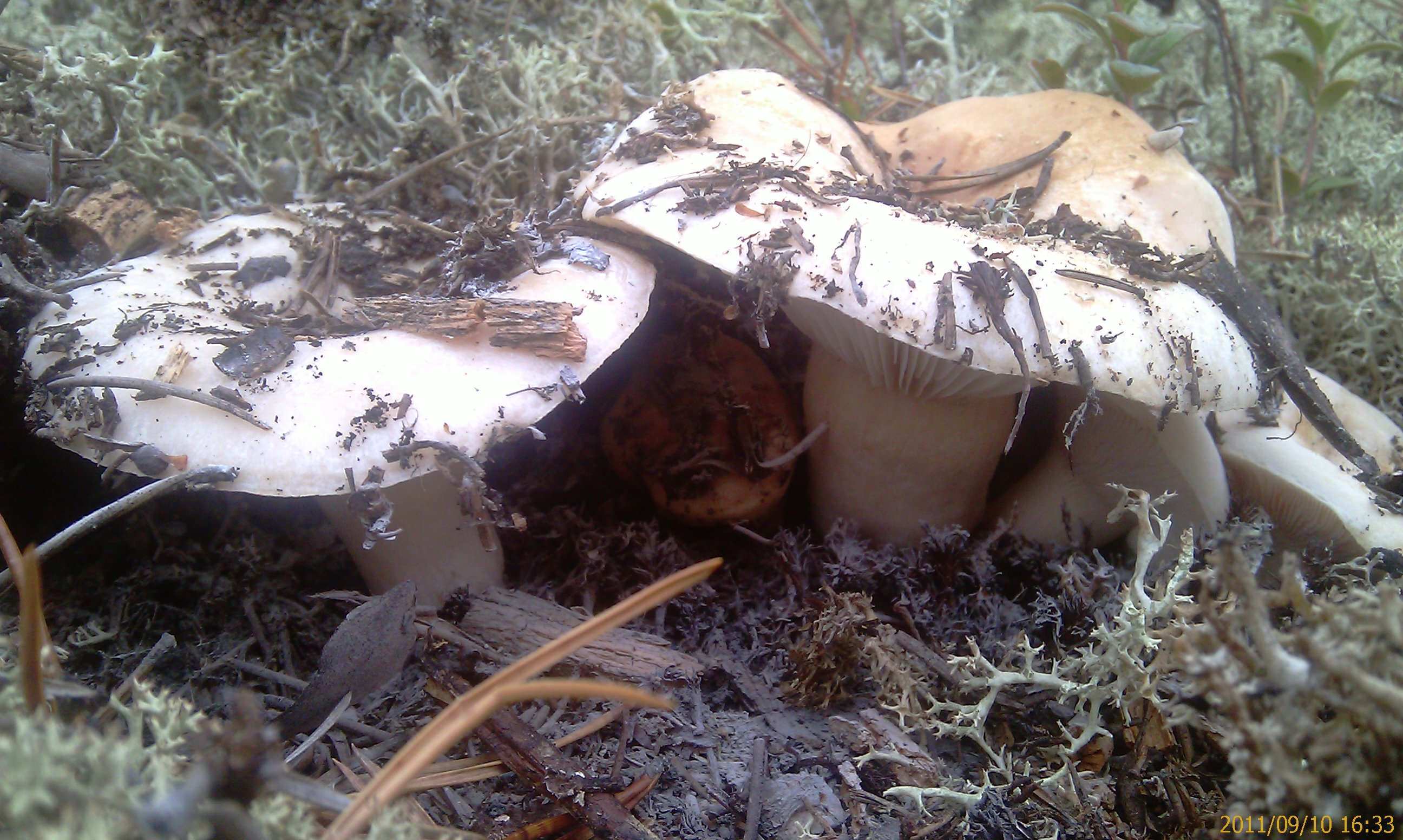
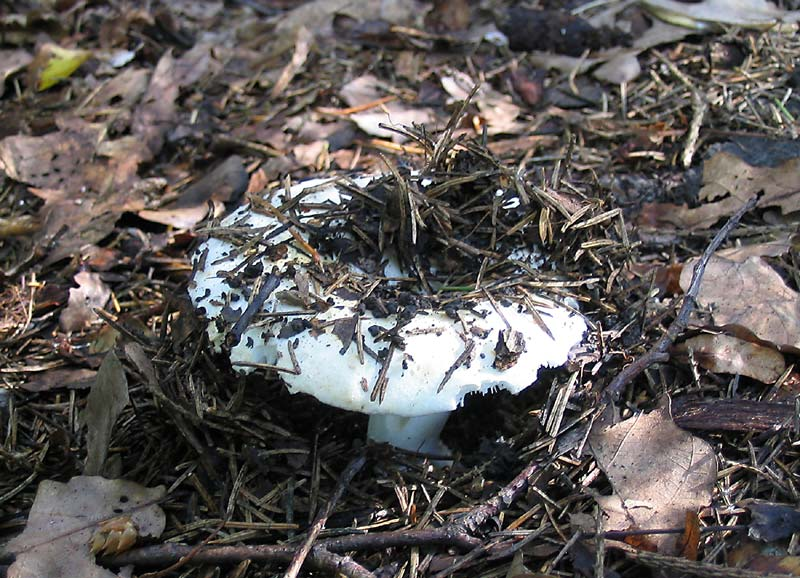
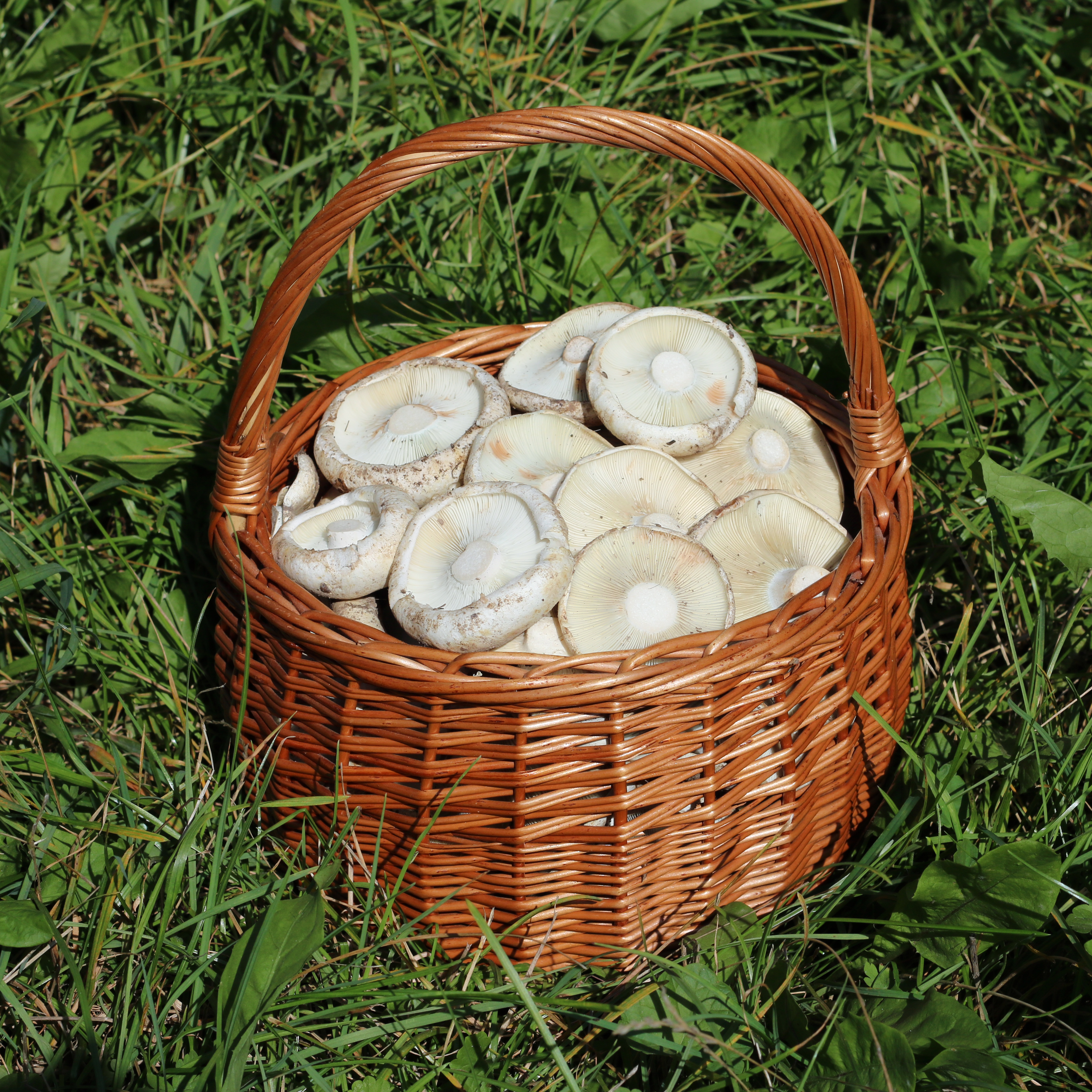